# Финский драгунский полк
Финский драгунский полк — национальная кавалерийская воинская часть полевых войск Русской армии Вооружённых сил Российской империи, существовавшая в 1889—1901 годах.
Финский драгунский полк входил в Финляндский военный округ.

## История
Полк драгун сформирован 14 мая 1889 года из уроженцев Финляндии, в составе 6 эскадронов (37 штаб- и обер-офицеров, 6 чиновников, 764 строевых и 53 нестроевых нижних чинов). В военное время к штату полка прибавлялось 108 строевых и 9 нестроевых нижних чинов. Полк получил прозвище «черные драгуны», поскольку его кавалеристы ездили на вороных лошадях. Исключение составляли трубачи — у них были кони светло-серой масти. 
При приводе к присяге, в Финском драгунском полку, по новой форме, указанной уставом 1901 года, поступивших в войска новобранцев были допущены нарушения, за которые финляндским генерал-губернатором генерал-адъютантом и  генералом от инфантерии Н. И. Бобриковым было сделано командиру полка замечание, после чего офицеры полка подали в отставку. 14 ноября 1901 года, по высочайшему повелению, командир полка был отрешен от должности, а Финский драгунский полк обращен в 55-й драгунский финляндский полк. В другом источнике указано что он расформирован 4 декабря 1901 года.

## Командиры
- Шауман, Оскар Оскарович, полковник (с 05.08.1889 по 13.11.1901)[9].

## Известные люди, служившие в полку
- Игнатиус, Ханнес — генерал-майор, начальник Генерального штаба Финской армии.